# Aeroportul Municipal Atkinson
Aeroportul Municipal Atkinson (IATA: PTS, ICAO: KPTS, FAA LID: PTS) este un aeroport din Kansas, Statele Unite ale Americii ce deservește zona Pittsburg⁠(d). Aeroportul a fost tranzitat în 2017 de 8 pasageri.
Situat la o altitudine de 290 m, aeroportul dispune de 2 piste.

## Infrastructură

### Piste
Aeroportul dispune de 2 piste. Pista 04/22 are suprafața de asfalt și dimensiunile 4.000 picioare × 75 picioare. Pista 16/34 are suprafața de asfalt și dimensiunile 5.500 picioare × 100 picioare. 